# Tour de la Vallée d'Aoste
Le Tour cycliste de la Vallée d'Aoste-Mont-Blanc ou Tour du Val d'Aoste (en italien : Giro ciclistico della Valle d'Aosta / Mont Blanc) est une course cycliste par étapes franco-italienne.
Il se dispute dans la région italienne de la Vallée d'Aoste, dans les départements français de Haute-Savoie et de Savoie, et dans le canton du Valais en Suisse.
Créé en 1962, il fait partie de l'UCI Europe Tour depuis 2005, en catégorie 2.2 MU. Il est réservé aux coureurs de moins de 23 ans (under 23).
L'édition 2020 est annulée, en raison de la pandémie de maladie à coronavirus.

## Palmarès
| Année   | Vainqueur                                      | Deuxième                                       | Troisième                                      |
| ------- | ---------------------------------------------- | ---------------------------------------------- | ---------------------------------------------- |
| 1962    | Gilberto Vendemiati                            | Marcello Mugnaini                              | Italo Zilioli                                  |
| 1963    | Gianni Motta                                   | Luciano Galbo                                  | Adriano Passuello                              |
| 1964    | Adriano Passuello                              | Franco Bodrero                                 | Franco Parrini                                 |
| 1965-66 | Non disputé                                    | Non disputé                                    | Non disputé                                    |
| 1967    | Arturo Pecchielan                              | Antonio Fradusco                               | Leopoldo Cattelan                              |
| 1968    | Pierfranco Vianelli                            | Roberto Sorlini                                | Ottavio Crepaldi                               |
| 1969    | Vittorio Urbani                                | Giuseppe Mereghetti                            | Franco Famà                                    |
| 1970    | Franco Baroni                                  | Antonio Tavola                                 | Renato Martinazzo                              |
| 1971    | Mario Corti                                    | Germano Zangrandi                              | Franco Balduzzi                                |
| 1972    | Efrem Dall'Anese                               | Alberto Bogo                                   | Gianbattista Baronchelli                       |
| 1973    | Gabriele Mirri                                 | Leonardo Mazzantini                            | Alfredo Chinetti                               |
| 1974    | Giuseppe Rodella                               | Pasquale Pugliese                              | Fausto Stiz                                    |
| 1975    | Leone Pizzini                                  | Annunzio Colombo                               | Alfio Vandi                                    |
| 1976    | Francesco Masi                                 | Leonardo Mazzantini                            | Giovanni Fedrigo (es)                          |
| 1977    | Ennio Vanotti                                  | Giuseppe Fatato                                | Silvano Contini                                |
| 1978    | Claudio Gosetto                                | Giovanni Fedrigo (es)                          | Giovanni Testolin (it)                         |
| 1979    | Alessandro Paganessi                           | Alberto Minetti (it)                           | Giuseppe Faraca                                |
| 1980    | Fabrizio Verza                                 | Giovanni Fedrigo (es)                          | Giovanni Testolin (it)                         |
| 1981    | Maurizio Viotto                                | Franco Chioccioli                              | Paul Haghedooren                               |
| 1982    | Stefano Tomasini                               | Mario Bonzi                                    | Luc Wallays                                    |
| 1983    | Luc Wallays                                    | Alberto Volpi                                  | Fabrizio Vannucci                              |
| 1984    | Flavio Giupponi                                | Jørgen Vagn Pedersen                           | Claudio Chiappucci                             |
| 1985    | Stefan Brykt                                   | Kjell Nilsson                                  | Bruno Bulic                                    |
| 1986    | Marco Lanteri                                  | Stefano Tomasini                               | Marco Votolo                                   |
| 1987    | Fabrice Philipot                               | Gianluca Tonetti                               | Marco Lanteri                                  |
| 1988    | Enrico Zaina                                   | Gianluca Tonetti                               | Herbert Niederberger (it)                      |
| 1989    | Ivan Gotti                                     | Daniel Lanz                                    | Stefano Cattai                                 |
| 1990    | Ivan Gotti                                     | Fabrizio Settembrini (it)                      | Wladimir Belli                                 |
| 1991    | Wladimir Belli                                 | Jacques Dufour                                 | Andrea Noè                                     |
| 1992    | Gilberto Simoni                                | Leonardo Piepoli                               | Vincenzo Galati                                |
| 1993    | Roberto Menegotto (it)                         | Rosario Fina                                   | Gilberto Simoni                                |
| 1994    | Roberto Pistore                                | Dario Frigo                                    | Riccardo Faverio                               |
| 1995    | Valentino Fois                                 | Stefano Faustini                               | Marco Della Vedova                             |
| 1996    | Maurizio Vandelli                              | Mauro Zanetti                                  | Gianluca Tonetti                               |
| 1997    | Devis Miorin                                   | Stefano Panetta                                | Angelo Lopeboselli                             |
| 1998    | Igor Pugaci                                    | Leonardo Giordani                              | Paolo Tiralongo                                |
| 1999    | Milan Kadlec                                   | Paolo Tiralongo                                | Ramon Bianchi                                  |
| 2000    | Yaroslav Popovych                              | Damiano Giannini                               | Sylwester Szmyd                                |
| 2001    | Yaroslav Popovych                              | Damiano Cunego                                 | Maxim Smirnov                                  |
| 2002    | Marco Marzano                                  | Massimo Iannetti (de)                          | Oliver Zaugg                                   |
| 2003    | Marco Marzano                                  | Emanuele Sella                                 | Oliver Zaugg                                   |
| 2004    | Tomaž Nose                                     | Domenico Pozzovivo                             | Morris Possoni                                 |
| 2005    | Morris Possoni                                 | Luigi Sestili                                  | Cristiano Salerno                              |
| 2006    | Alessandro Bisolti                             | Daniel Martin                                  | Tom Criel                                      |
| 2007    | Alex Cano                                      | Vincenzo Iannello                              | Mauro Finetto                                  |
| 2008    | Michele Gaia                                   | Enrico Zen                                     | Anatoliy Pakhtusov                             |
| 2009    | Thibaut Pinot                                  | Angelo Pagani                                  | Egor Silin                                     |
| 2010    | Petr Ignatenko                                 | Jonathan Monsalve                              | Francesco Manuel Bongiorno                     |
| 2011    | Fabio Aru                                      | Joe Dombrowski                                 | Nikita Novikov                                 |
| 2012    | Fabio Aru                                      | Sergey Chernetskiy                             | Andrea Manfredi                                |
| 2013    | Davide Villella                                | Davide Formolo                                 | Clément Chevrier                               |
| 2014    | Bernardo Suaza                                 | Odd Christian Eiking                           | Manuel Senni                                   |
| 2015    | Robert Power                                   | Laurens De Plus                                | Simone Petilli                                 |
| 2016    | Kilian Frankiny                                | Enric Mas                                      | Mark Padun                                     |
| 2017    | Pavel Sivakov                                  | Bjorg Lambrecht                                | Michael Storer                                 |
| 2018    | Vadim Pronskiy                                 | Kevin Inkelaar                                 | Jonas Gregaard Wilsly                          |
| 2019    | Mauri Vansevenant                              | Adam Hartley                                   | Kevin Inkelaar                                 |
| 2020    | Annulé en raison de la pandémie de coronavirus | Annulé en raison de la pandémie de coronavirus | Annulé en raison de la pandémie de coronavirus |
| 2021    | Reuben Thompson                                | Gianmarco Garofoli                             | Mattia Petrucci                                |
| 2022    | Lenny Martinez                                 | Reuben Thompson                                | Simone Raccani                                 |
| 2023    | Darren Rafferty                                | Alexy Faure Prost                              | Isaac Del Toro                                 |
| 2024    | Jarno Widar                                    | Ilkhan Dostiyev                                | Ludovico Crescioli                             |
| 2025    | Jarno Widar                                    | Mateo Pablo Ramírez                            | Jean-Loup Fayolle                              |